# Shining Force III
Shining Force III (シャイニング・フォースIII) é a continuação da saga de jogos Shining Force. Foi criado pela produtora Camelot em parceria com a Sega, e desenvolvido para o console Sega Saturn.
Shining Force III basicamente foi dividido em três CDs, sendo que o primeiro conta a história de um herói republicano chamado de Synbios; o segundo CD fala sobre o príncipe do império de Destonia chamado de Medion; o terceiro fala sobre Julian, um mercenário que procura vingar seu pai, que foi morto por um Vândalo (uma espécie de demônio).
Shining Force III tem seu enredo todo em torno de disputas políticas, influenciado pelo aparecimento da seita maligna de um demônio chamado de Bulzome.
Embora existam três CDs (chamados também de cenários), apenas o primeiro foi traduzido para o inglês, os dois CDs seguintes, nunca foram traduzidos para o inglês.
Existe um quarto disco chamado de "disco de prêmio", que permite acessar galerias de fotos, de som, 3D, acessar batalhas especiais e criar um simulador de jogo para usar no cenário 3.
Os três CDs devem ser jogados sequencialmente - ou seja, primeiro joga-se o cenário 1; ao terminar usa-se o arquivo salvo na memoria do Sega Saturn para se jogar o cenário 2; e, por fim, usa-se o arquivo do jogo terminado do cenário 2 (que já continha as informações do cenário 1) para jogar o cenário 3. Isto é por causa do elemento de sincronia, e porque assim é possível obter todos os personagens secretos de todos os CDs para enfrentar o último inimigo do cenário 3, o Demônio Bulzome.
Shining Force 3 é um dos grandes sucessos pouco conhecidos do videogame Sega Saturn, um dos fatores é o fato de ter sido lançado no Japão quando o console estava quase na sua fase final. Outro fator que contribuiu ao desconhecimento foi o fato de a Sega nunca ter traduzido os cenários 2 e 3 para o idioma inglês.